# Etienne Mangé
Etienne Amedé Mangé (Beveren, 30 januari 1946 - Filipijnen, 18 augustus 2012) was een Belgisch kabinetsmedewerker en bestuurder. Hij was onder meer penningmeester van de SP en voorzitter van De Post.

## Biografie
Etienne Mangé liep school aan het atheneum in Gent en studeerde samen met Freddy Willockx (SP) economische wetenschappen aan de Rijksuniversiteit Gent. Vanaf 1975 doceerde hij aan het Europainstituut van de Rijksuniversiteit Leiden in Nederland. In 1977 ging hij als stafmedewerker bij de Gewestelijke Economische Raad voor Vlaanderen aan de slag. In 1980 verhuisde hij naar het kabinet van Willockx, die eerst staatssecretaris van Financiën en vervolgens minister van PTT was. Mangé stapte nadien over naar Sevi, de denktank en studiedienst van de SP. Hij werd er adjunct-directeur en in 1986 directeur. In deze hoedanigheid had hij veel invloed op de vernieuwing van de partij. Hij werd vervolgens penningmeester van de partij. Hij had onder meer de verantwoordelijkheid om geld binnen te halen om de krant De Morgen draaiende te houden. In latere interviews schetste hij een beeld waarin hij de financiën van de partij beheerde en zo SP naar eigen zeggen autonoom runde. Van 1992 tot 1995 was Mangé voorzitter van de raad van bestuur van De Post. Hij was tevens adjunct-directeur van de Brussels Airport Terminal Company (BATC), de uitbater van de luchthaven van Zaventem.
Hij geraakte bekend vanwege zijn betrokkenheid bij het Agustaschandaal. De Italiaanse helikopterbouwer Agusta betaalde smeergeld aan de SP en de PS en leverde in ruil helikopters aan het Belgisch leger. Mangé werd in februari 1995 aangehouden. Hij had 51 miljoen frank van het Italiaanse bedrijf Agusta via een kluwen van vzw's in de SP-federaties gepompt en een deel van het geld geïnd en doorgesluisd. Verschillende SP-mandatarissen kregen hierbij miljoenen franken aan steekpenningen. In juli 1995 raakte bekend dat de BATC hem een ontslagvergoeding van 15 miljoen frank toekende en vervolgens onmiddellijk voor 32.500 frank per dag als consultant in dienst nam. In december 1998 werd hij vanwege zijn rol in het Agustaschandaal veroordeeld.
Mangé bracht het einde van zijn leven door in Azië. Hij was er betrokken bij de bouw en uitbating van luchthavens in Kuala Lumpur in Maleisië en Manilla in de Filipijnen.